# Región Chimalhuacán
Región 3 Chimalhuacán es la tercera de las 20 regiones en que se divide el Estado de México. Se localiza al noreste del y es una de las regiones con mayor extensión territorial. Tiene una superficie de 38 305 km² y comprende el 32.8 % del territorio de la entidad.

## Municipios de la región
- Chicoloapan
- Chimalhuacán
- Ixtapaluca
- La Paz